# Blepharomermis craigi
Blepharomermis craigi är en rundmaskart som beskrevs av Poinar 1990. Blepharomermis craigi ingår i släktet Blepharomermis och familjen Mermithidae. Inga underarter finns listade i Catalogue of Life.